# Wiesbach (Nahe)
Il Wiesbach è un piccolo fiume tedesco della Renania-Palatinato lungo 44,4 km affluente della Nahe. Confluisce nella Nahe presso Grolsheim. Città lungo il corso della Wiesbach sono Oberwiesen, Nieder-Wiesen (Rheinhessen), Wendelsheim, Uffhofen, Flonheim, Armsheim, Schimsheim, Wallertheim passaggio a Gau-Bickelheim il Wißberg. Sopra nord-est Sprendlingen, Welgesheim, Zotzenheim presso Gensingen.
La valle della Wiesbach è famosa inoltre per i suoi vini, con la regione Rheinhessen.